# Gösta Svensson
Gösta Bernhard Svensson  (né le 21 novembre 1929 à Karlshamn et mort le 14 octobre 2018 à Stockholm) est un athlète suédois, spécialiste du saut en hauteur. 

## Biographie

### Palmarès
| Date | Compétition           | Lieu      | Résultat | Performance |
| ---- | --------------------- | --------- | -------- | ----------- |
| 1950 | Championnats d'Europe | Bruxelles | 5e       | 1,90 m      |
| 1952 | Jeux olympiques       | Helsinki  | 4e       | 1,98 m      |

### Records
| Épreuve         | Performance | Lieu     | Date        |
| --------------- | ----------- | -------- | ----------- |
| Saut en hauteur | 2,02 m      | Göteborg | 22 mai 1952 |